# Wladislaw Hedeler

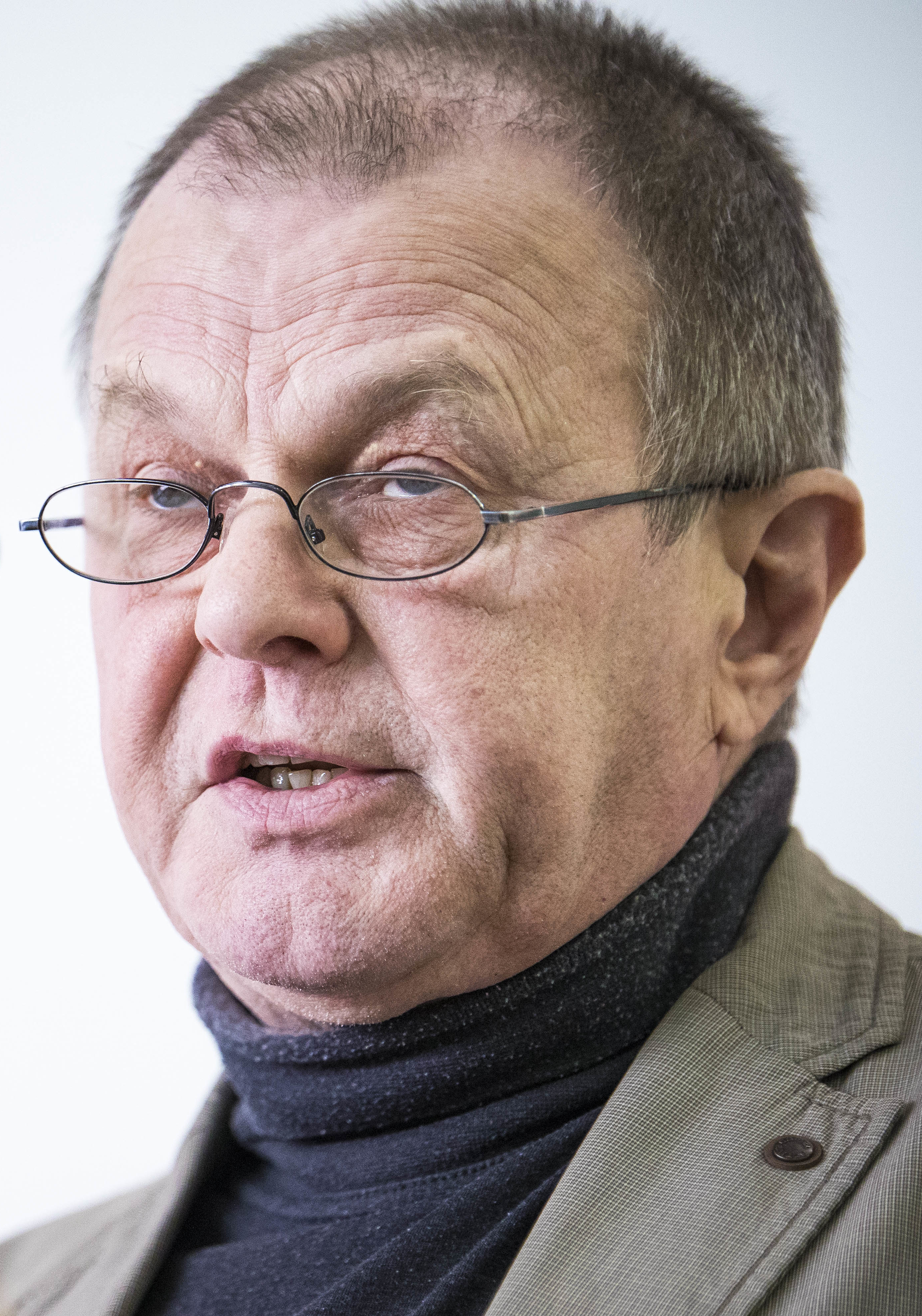
Wladislaw Hedeler, 2018

Wladislaw Hedeler (russisch Владислав Хеделер; * 1953 in Tomsk) ist ein deutscher Historiker, Übersetzer und Publizist.

## Leben
Wladislaw Hedeler ist der Sohn des deutschen Kommunisten Walter Hedeler, der von 1943 bis 1955 in Tomsk verbannt war. 1955 zog er mit seinen Eltern in die DDR um. Hedeler studierte von 1973 bis 1978 Philosophie an der Humboldt-Universität zu Berlin. Ab 1983 war er Aspirant an der Akademie für Gesellschaftswissenschaften beim ZK der KPdSU und promovierte dort 1985 über Nikolai Iwanowitsch Bucharin. Hedeler hat vor allem zur Geschichte der Sowjetunion gearbeitet und rezensiert regelmäßig für das geschichtswissenschaftliche Fachforum H-Soz-u-Kult.

## Publikationen
- mit Horst Helas und Dietmar Wulff: Stalins Erbe. Der Stalinismus und die deutsche Arbeiterbewegung (= Geschichte aktuell). Brandenburgisches Verlagshaus, Berlin 1990, ISBN 3-327-01044-7.
- Stalin – Trotzki – Bucharin. Studien zum Stalinismus und Alternativen im historischen Prozeß. Decaton-Verlag, Mainz 1994, ISBN 3-929455-14-5.
- Chronik der Moskauer Schauprozesse 1936, 1937 und 1938. Planung, Inszenierung und Wirkung. Akademie-Verlag, Berlin 2003, ISBN 3-05-003869-1.
- Nikolaj Ivanovic Bucharin. Bibliographie 1912–1938. Akademie-Verlag, Berlin 2005, ISBN 3-05-004139-0.
- Das Referat Nikita Chruščevs „Über den Personenkult und seine Folgen“ auf dem 20. Parteitag der KPdSU 1956 und seine Vorgeschichte. Betrachtungen im Lichte neuer Quellen. In: JahrBuch für Forschungen zur Geschichte der Arbeiterbewegung. Heft I/2006.
- mit Meinhard Stark: Das Grab in der Steppe. Leben im GULAG. Die Geschichte eines sowjetischen „Besserungsarbeitslagers“ 1930–1959. 2007, ISBN 978-3-506-76376-1.
- Säuberungen unter dem Banner des Marxismus. In: Erhard Crome, Udo Tietz (Hrsg.): Dialektik – Arbeit – Gesellschaft. Festschrift für Peter Ruben. Potsdam 2013, S. 64–73.
- Nikolai Bucharin. Stalins tragischer Opponent. Eine politische Biographie. Matthes & Seitz, Berlin 2015, ISBN 978-3-95757-018-5.
- Die russische Linke zwischen März und November 1917. Karl Dietz Verlag, Berlin 2017, ISBN 978-3-320-02329-4.

als Herausgeber
- mit Ruth Stoljarowa: Nikolai Bucharin: Ökonomik der Transformationsperiode. Dietz-Verlag, Berlin 1990.
- mit Horst Schützler und Sonja Striegnitz (Hrsg.): Die russische Revolution 1917. Wegweiser oder Sackgasse? Berlin 1997, ISBN 3-320-01937-6.
- Stalinscher Terror 1934–1941. Eine Forschungsbilanz. Berlin 2002.
- mit Horst Hennig (Hrsg.): Schwarze Pyramiden, rote Sklaven. Der Streik in Workuta im Sommer 1953. Leipzig 2007, ISBN 978-3-86583-177-4.
- mit Alexander Watlin (Hrsg.): Die Weltpartei aus Moskau: Der Gründungskongress der Kommunistischen Internationale 1919. Protokoll und neue Dokumente. Berlin 2008.
- mit Mario Keßler: Reformen und Reformer im Kommunismus. Für Theodor Bergmann. Eine Würdigung. VSA Verlag, Hamburg 2015, ISBN 978-3-89965-635-0 (rosalux.de).
- mit Volker Külow: Wladimir Iljitsch Lenin: Der Imperialismus als höchstes Stadium des Kapitalismus. Kritische Neuausgabe mit Essays von Dietmar Dath und Christoph Türcke. Herausgegeben und kommentiert von Wladislaw Hedeler und Volker Külow. Berlin Verlag 8. Mai, Berlin 2016, ISBN 978-3-931745-15-8.
- Julius Martow oder: Für die Diktatur der Demokratie, Dietz Verlag, Berlin 2023, ISBN 978-3-320-02401-7.
- mit Hjalmar Jorge Joffre-Eichhorn: Julius Martow. Ein Leben für den demokratischen Sozialismus. Versuch einer historisch-kritischen Bilanz. Offizin, Hannover 2023, ISBN 978-3-945447-38-3.
- Josef Stalin oder: Revolution als Verbrechen, Dietz Verlag, Berlin 2023, ISBN 978-3-320-02406-2.
- Wladimir Iljitsch Lenin oder: Revolution gegen das »Kapital«, Dietz Verlag, Berlin 2024, ISBN 978-3-320-02415-4.

als Übersetzer
- Alexander Bogdanow: Glauben und Wissenschaft. Eine Erwiderung auf Lenins »Materialismus und Empiriokritizismus«. Aus dem Russischen von Wladislaw Hedeler, Dietz Verlag, Berlin 2023, ISBN 978-3-320-02409-3.